# Dołhe (hromada Medenice)
Dołhe (ukr. Довге, Dowhe; hist. Dołhe Medenickie) – wieś na Ukrainie w rejonie drohobyckim należącym do obwodu lwowskiego, nad rzeką Lutyczyna  (Лютичина).
Pod koniec XIX w. wieś w powiecie drohobyckim Królestwa Galicji i Lodomerii.